# Tmesisternus dohertyi
Tmesisternus dohertyi är en skalbaggsart som beskrevs av Jordan 1894. Tmesisternus dohertyi ingår i släktet Tmesisternus och familjen långhorningar.
Artens utbredningsområde är Västpapua. Inga underarter finns listade i Catalogue of Life.

## Bildgalleri

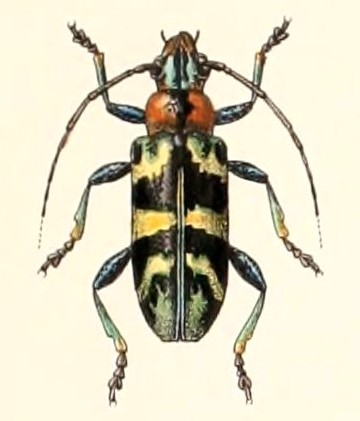